# Babylon
 For alternative betydninger, se Babylon (flertydig). (Se også artikler, som begynder med Babylon)
Babylon (akkadisk: Babili(m),  sumerisk logogram KÁ.DINGIR.RAKI  hebraisk: בָּבֶל, Bābel,  græsk: Βαβυλών, Babylōn) er en oldtidsby, hvis ruiner ligger ved floden Eufrat. Babylon var hovedbyen i riget Babylonien, beliggende i det, der i dag udgør centrale dele af Irak, og som under sin største udstrækning også omfattede hjørner af nutidens Syrien og Kuwait.
Babylons hængende haver fra ca. 600 f.Kr. blev regnet som et af verdens syv underværker.
Hovedguden i Babylon var Marduk, og i takt med at Babylon blev den dominerende magt i Mesopotamien, blev Marduk efterhånden den mægtigste blandt guderne. Det ses særligt i den kendte babylonske myte Enuma Elish, der har paralleller til den gammeltestamentlige skabelsesberetning.

## Babylon i Bibelen
Babylon optræder tre steder i Bibelen:
Første gang i 1. Mosebogs 11. kapitel, hvor menneskene kom sammen for i deres hovmod at bygge et tårn, der nåede helt op til himlen - også kendt som Babelstårnet, men bygningsprojektet måtte opgives, da Gud lod deres sprog spalte op i forskellige tungemål, så de ikke kunne kommunikere om arbejdet.
Anden gang primært som den by, som jøderne var deporteret til mellem år 586 f.Kr. og 536 f.Kr. – det babyloniske fangenskab.
Tredje gang i Johannes' Åbenbaring kapitel 18, hvor dommen fældes over Babylons udåder, og en engel proklamerer byens fald.

## Babylon i Koranen
Babylon optræder kun i Koranen en gang, nemlig sura 2:102. Her er det, Harut og Marut straffes og spærres inde, fordi de havde lært folk magi.

## Moderne Babylon
Tusindvis af mennesker bor i Babylon, og samfund i og omkring det udvikler sig hurtigt fra kompakte, tætte bosættelser til spredte forstæder.